# Nanilla tuberculata
Nanilla tuberculata är en skalbaggsart som beskrevs av Fisher 1935. Nanilla tuberculata ingår i släktet Nanilla och familjen långhorningar.
Artens utbredningsområde är Kuba. Inga underarter finns listade i Catalogue of Life.